# Heatmiser
Heatmiser foi uma banda de alternative rock formada em Portland no ano de 1991.Consistida em Elliott Smith (Guitarra, Vocal), Neil Gust (Guitarra, Vocal), Brandt Peterson (Baixo), Tony Lash (baterias. Conhecidos pelas ótimas letras, com justaposição de palavras alegres e melancólicas. As canções pop de Elliott faziam contraste as melancólicas e pesadas de Neil. Suas letras falavam principalmente de raiva, alienação, solidão e desespero.

## História
Neil e Elliott se conheceram e formaram a banda. No começo geralmente faziam covers do Elvis Costello e Ringo Starr. Além disso, a dupla tocou músicas originais em clubes nas proximidades de Northampton.
Após se graduarem em Hampshire, voltaram para Portland e remontaram a banda. Brandt Peterson participou como baixista nos álbuns Dead Air, Cop e Speeder e no EP Yellow No. 5. Ele saiu da banda em agosto de 1994. Sam Coomes, um amigo de Elliott, substituiu Peterson, e tocou no último álbum da banda Mic City Sons. Tony Lash, o baterista, também saiu da banda em 1994, sendo substituído por John Moen.
Com o sucesso de sua carreira solo com os discos Roman Candle e Elliott Smith, acabou-se criando alguns conflitos entre ambos que levaram ao fim da banda em 1996.
A banda Jimmy Eat World homenageou Heatmiser fazendo um cover de 'Half Right' no EP Stay on My Side Tonight (2005) e na música Kill.

## Discografia

### Álbuns de estúdio
- Dead Air (1993)
- Cop and Speeder (1994)
- Mic City Sons (1996)

### EPs
- The Music of Heatmiser (1992)
- Yellow No. 5 (1994)

### Singles
- "Stray" (1993; B-sides: "Can't Be Touched", "Wake"; Cavity Search Records)
- "Sleeping Pill" (1994; B-side: "Temper"; Cavity Search Records)
- "Everybody Has It" (1996; B-side: "Dirty Dream"; Cavity Search Records)

### Compilações e trilha sonoras
- Zero Effect: Motion Picture Soundtrack (1998) (Música: "Rest My Head Against the Wall")
- Puddlestomp (Música: "Mightier Than You [Demo]")
- 25 Years On the Edge: A Benefit For Outside In (Música: "Mightier Than You [Live]")
- Live at the X-Ray (Música: "Bottle Rocket [Live]")
- Pet Sounds, Volume 1 (Música: "Junior Mint")
- Kamikaze: Music to Push You Over the Edge (Música: "Stray")